# Elecciones generales de Perú de 2026
Las elecciones generales de Perú de 2026 se llevarán a cabo el domingo 12 de abril de 2026, para elegir al presidente de la República, a los vicepresidentes de la República y a los representantes ante el Congreso y el Parlamento Andino para el periodo 2026-2031. Fueron convocadas por la presidenta Dina Boluarte mediante Decreto Supremo N.º 039-2025-PCM (25 de marzo de 2025).
La Oficina Nacional de Procesos Electorales señaló que las elecciones «serán las más complejas de la historia», ya que en una sola cédula se mostrarán más de 40 partidos políticos. Se le asignó a la ONPE un presupuesto de 864 millones de soles, y se prevé que los gastos asciendan a 1500 millones de soles.

## Sistema electoral
El presidente y vicepresidentes de la República son elegidos por sufragio directo y en distrito electoral único. En el caso de que ningún candidato presidencial alcance más del 50% de los votos válidamente emitidos, se realizará una segunda ronda electoral.
Para el Congreso se elegirán a 190 congresistas de la República (entre senadores y diputados) en 27 distritos electorales, correspondientes a los 24 departamentos, la provincia de Lima, la Provincia Constitucional del Callao y los peruanos residentes en el extranjero. Se empleará el procedimiento de la cifra repartidora con doble voto preferencial opcional. Para ingresar al Congreso, los partidos deben cruzar el umbral electoral del 5 % a nivel nacional o ganar al menos siete escaños en una circunscripción. Los escaños se asignan mediante el método D'Hondt.

## Antecedentes

### Propuesta de adelanto de elecciones
El gobierno de Boluarte envió un proyecto de ley para adelantar las elecciones mientras que el Legislativo también presentó una serie de propuestas en ese sentido. Sin embargo, tanto la Comisión de Constitución, como el congreso, rechazaron hasta marzo de 2023 por lo menos cinco intentos de adelantar los comicios para el 2023 o 2024.
El 15 de junio de 2023 la presidenta Dina Boluarte declaró que el adelanto de elecciones es un tema cerrado, y afirmó que culminara el mandato presidencial hasta el 28 de julio de 2026.
El 25 de marzo de 2025 Boluarte convocó oficialmente las elecciones presidenciales para abril de 2026.

### Modificación de leyes
La Comisión de Constitución del Congreso de la República del Perú tiene la potestad de aprobar las modificaciones de las normas electorales hasta el 12 de abril de 2025.

#### Eliminación de las elecciones PASO
En 2023 el congreso promulgó una medida para eliminar la Ley 30998, de las elecciones Primarias Abiertas Simultáneas y Obligatorias, la cual llevaba años en la Ley de Organizaciones Políticas, pero no había sido aplicada en una elección, ya que el congreso suspendió su implementación en los años 2020, 2021 y 2022. Esta fue promulgada por el gobierno de Dina Boluarte en 2024.
Se indicó que las únicas tres modalidades son:

Elecciones con voto universal, libre, voluntario, igual, directo y secreto de todos los afiliados y ciudadanos previamente inscritos como electores ante la organización política, estén o no afiliados a esta

Elecciones con voto universal, libre, voluntario, igual, directo y secreto de los afiliados
Elecciones a través de delegados, los que previamente deben haber sido elegidos mediante voto universal, libre, voluntario, igual, directo y secreto de los afiliados de conformidad con lo dispuesto por el estatuto y el reglamento electoral de la organización política, la que puede solicitar el apoyo de los órganos del sistema electoral
Iniciativa legislativa que modifica la Ley N° 28094, Ley de Organizaciones Políticas

 La medida ha sido criticada, ya que según algunos especialistas, los ciudadanos pierden un rol protagónico en las elecciones y las ganarían las cúpulas partidarias. Además, se argumenta que esto promovería que la representación política del próximo presidente sea de un «5 o 10% como máximo» para poder entrar a una segunda vuelta. El extitular de la ONPE, Fernando Tuesta, ha criticado la eliminación de las elecciones primarias abiertas, simultáneas y obligatorias (PASO), argumentando que esta medida ha provocado un aumento significativo en el número de partidos inscritos. Según Tuesta, esto permitirá que organizaciones que no superaban las primarias puedan competir en las elecciones generales de 2026.

#### Retorno a la bicameralidad
El Congreso peruano aprobó la reinstauración del sistema bicameral tras 32 años de ausencia tras la disolución del congreso durante el autogolpe de Fujimori en 1992. El 6 de marzo, en una sesión plenaria, el Congreso aprobó en segunda votación esta reforma constitucional. Dado que se trata de una modificación de la Constitución, el Ejecutivo no puede observar la propuesta, confirmando que el Senado regresará en las elecciones de 2026.
La Cámara del Senado revisará, modificará o rechazará las propuestas de ley de la Cámara de Diputados. Además, el Senado tendrá funciones específicas como elegir a los miembros del Tribunal Constitucional, designar al contralor general a propuesta del Ejecutivo, escoger al defensor del Pueblo y autorizar al presidente para salir del país, entre otras. La Cámara de Diputados actuará como la primera instancia en la aprobación de proyectos de ley y tendrá la facultad de acusar al presidente, congresistas, ministros y otros altos funcionarios por infracción constitucional y delitos en el ejercicio de sus funciones. También podrá interpelar y censurar a ministros, otorgar o rechazar la confianza, y conformar comisiones investigadoras.
El Senado estará compuesto por un mínimo de 60 senadores, elegidos en parte por circunscripciones electorales y en parte por un distrito único nacional. La Cámara de Diputados tendrá al menos 130 diputados, con la posibilidad de aumentar según el crecimiento poblacional. Cada cámara tendrá su propio presidente, alternándose en la presidencia del Congreso.
Para ser senador, se requiere ser peruano de nacimiento, tener al menos 45 años o haber sido congresista o diputado, y gozar del derecho de sufragio. Para ser diputado, se necesita ser peruano de nacimiento, tener al menos 25 años y gozar del derecho de sufragio. Ambos cargos permiten la reelección inmediata, a pesar del referéndum de 2018 que prohibió esta opción. Los candidatos a la presidencia o vicepresidencias podrán postular simultáneamente al Senado o a la Cámara de Diputados. La ley aprobada también establece que el presidente de la República no puede disolver el Senado, aunque sí puede disolver la Cámara de Diputados bajo ciertas condiciones.
También se elimina el voto de confianza por investidura. El presidente del Consejo de Ministros deberá exponer la política general del gobierno ante la Cámara de Diputados sin que esto implique una cuestión de confianza, buscando reducir la polarización entre el Ejecutivo y el Legislativo.
La bicameralidad en Perú fue establecida por José de la Mar en 1828 y se mantuvo por 164 años, hasta 1992. Aunque el referéndum de 2018 rechazó su regreso, el debate se reabrió en 2020, tras cumplirse el plazo de dos años requeridos para permitir reformas, culminando con la reciente aprobación del Congreso.

#### Candidatos presidenciales también podrán postular al Parlamento
La Comisión de Constitución y Reglamento del Congreso de la República ha aprobado un texto sustitutorio que establece algunos lineamientos preliminares, pero aún se requiere la aprobación del Pleno del Congreso.
El texto aprobado recibió 20 votos a favor, 5 en contra y 3 abstenciones. Este documento abre nuevas posibilidades para los candidatos presidenciales, permitiéndoles postularse simultáneamente tanto para la presidencia como para uno de los dos cuerpos legislativos que conformarán el nuevo Parlamento.
Esta medida ya existía en las elecciones presidenciales de 1990, cuando Alberto Fujimori, entonces candidato presidencial por el partido Cambio 90, aspiraba tanto a la presidencia como a un escaño en el Senado. La politóloga Christabelle Roca-Rey señaló que Fujimori veía el Parlamento como una alternativa viable para ingresar a la política en caso de no ganar la presidencia.

### Alto número de partidos políticos
Según datos oficiales, hay 43 partidos políticos inscritos, superando ampliamente a otros países de la región, con un total que podría llegar a medio millón de candidaturas. Las bajas barreras para la creación de partidos, que solo exigen el 0.5% de firmas del padrón electoral, han facilitado esta fragmentación política.
Esta proliferación de partidos ha generado dispersión legislativa, ya que en los últimos tres períodos ningún partido logró mayoría absoluta en el Congreso, complicando la gobernabilidad. El debate sobre la representatividad divide opiniones: algunos argumentan que la diversidad fortalece la democracia, mientras otros advierten sobre el voto disperso, como en 2021, cuando solo cinco candidatos superaron el 5% de los votos, y sobre la fragmentación parlamentaria.
Ante esto, las alianzas electorales se presentan como un mecanismo clave para reducir la dispersión del voto y mejorar la gobernabilidad. Expertos como Álvaro Henzler, presidente de Transparencia, señalan que estas alianzas podrían disminuir la polarización y facilitar acuerdos legislativos, especialmente en un contexto donde ningún partido tiene mayoría. La primera vuelta electoral funciona como una especie de primaria, definiendo las dos candidaturas más votadas para el balotaje, pero también elige a los congresistas, lo que puede profundizar la fragmentación.
Para abordar este problema, se han presentado propuestas como el proyecto de ley 1042/2024-CR, que busca reducir la valla electoral al 3 % para alianzas de más de cinco partidos, frente al 6 % actual, con un incremento del 1 % por cada partido adicional. El objetivo es incentivar la formación de coaliciones y reducir la atomización política sin perder representatividad.
El Jurado Nacional de Elecciones ha anunciado una herramienta de inteligencia artificial para ofrecer «mayor trazabilidad, ahorro de tiempo y predictibilidad» a la población a la hora de consultar los planes de gobierno de miles de candidatos.

## Calendario
Las fechas clave se enumeran a continuación:
AAAWDWADAWDSADWADSADWASDWADSADAW** 12 de abril: Convocatoria oficial de las elecciones generales
- - 12 de abril: Cierre del padrón electoral
  - 12 de abril: Plazo final para la inscripción de partidos políticos en el Registro de Organizaciones Políticas
  - 2 de agosto: Plazo final para la inscripción de las alianzas electorales en el Registro de Organizaciones Políticas
  - 13 de septiembre: Fecha límite para la presentación de solicitudes de inscripción de precandidatos ante los Jurados Electorales Especiales  para las elecciones primarias
  - 16 de noviembre: Elecciones primarias
  - 23 de diciembre: Plazo final para la inscripción de fórmulas y listas de candidatos

- 2026:
  - 12 de abril: Elecciones generales de Perú de 2026

## Posibles precandidaturas presidenciales
Según ley, quienes deseen participar de las elecciones generales del 2026, es necesaria la afiliación a un partido político hasta el 12 de julio de 2024. Además para inscribir un partido político y habilitarlo para la contienda electoral de 2026 ante el Jurado Nacional de Elecciones, el proceso debe completarse hasta el 12 de abril de 2025. A continuación se muestra una lista de los aspirantes y voceados a precandidatos a la presidencia del Perú, como los militantes en los principales partidos con inscripción vigente que probablemente participarán en las elecciones:
| Partido o coalición | Partido o coalición                                                                                              | Candidato                                                | Nombre | Cargos públicos | Ref.          |
| ------------------- | --- | -------------------------------------------------------- | --- | --- | ------------- |
|                     | Acción Popular                                                                                                   |                                                          | Alfredo Barnechea Escritor Periodista (73 años) | - Diputado de la República (1985-1990) | [ 38 ]        |
|                     | Acción Popular                                                                                                   | Víctor Andrés García Belaúnde Abogado Escritor (76 años) | - Secretario General de la Presidencia de Consejo de Ministros (1980-1985) - Diputado de la República (1985-1992) - Congresista de la República (2006-2019)  | [ 39 ] |               |
|                     | Acción Popular                                                                                                   | Edwin Martínez Administrador (59 años)                   | - Regidor de Mariano Melgar (2007-2010) - Alcalde de Mariano Melgar (2015-2018) - Congresista de la República (2021-)                                        | [ 40 ] |               |
|                     | Acción Popular                                                                                                   | Higinio Torres Economista (50 años)                      | - Ninguno | [ 41 ] |               |
|                     | Alianza Ahora Nación Lista– Ahora Nación – Salvemos al Perú                                                      |                                                          | Alfonso López-Chau Economista Catedrático (75 años) | - Director del Banco Central de Reserva del Perú (2006-2012) - Rector de la Universidad Nacional de Ingeniería (2021-2025) | [ 42 ] [ 43 ] |
|                     | Alianza Ahora Nación Lista– Ahora Nación – Salvemos al Perú                                                      | Mariano González Abogado (57 años)                       | - Ministro de Defensa (2016) - Parlamentario Andino (2016-2021) - Ministro del Interior (2022)                                                               | [ 44 ] [ 43 ] |               |
|                     | Alianza para el Progreso                                                                                         |                                                          | César Acuña Ingeniero químico Empresario (73 años) | - Congresista de la República (2000-2006) - Alcalde de Trujillo (2007-2014) - Gobernador Regional de La Libertad (2015; 2023-) | [ 45 ]        |
|                     | Avanza País |                                                          | Phillip Butters Presentador de televisión Empresario (58 años)                                                                                               | - Ninguno | [ 46 ]        |
|                     | Fe en el Perú |                                                          | Álvaro Paz de la Barra Abogado Empresario (42 años) | - Alcalde de La Molina (2019-2022) | [ 47 ]        |
|                     | Frente de los Trabajadores y Emprendedores Lista– Partido de los Trabajadores y Emprendedores – Primero la Gente |                                                          | Napoleón Becerra Dirigente sindical (61 años) | - Ninguno | [ 48 ] [ 49 ] |
|                     | Fuerza Popular                                                                                                   |                                                          | Keiko Fujimori Administradora (50 años) | - Primera dama de la República (1994-2000) - Congresista de la República (2006-2011) | [ 50 ] [ 51 ] |
|                     | Fuerza y Libertad Lista– Batalla Perú – Fuerza Moderna                                                           |                                                          | Fiorella Molinelli Economista (51 años) | - Viceministra de Transportes (2016-2017) - Viceministra de Construcción y Saneamiento (2017) - Ministra de Desarrollo e Inclusión Social (2017-2018) - Presidenta ejecutiva del Seguro Social de Salud (2018-2021)                                                            | [ 52 ] [ 53 ] |
|                     | Juntos por el Perú                                                                                               |                                                          | Roberto Sánchez Psicólogo (56 años) | - Ministro de Comercio Exterior y Turismo (2021-2022) - Congresista de la República (2021-) | [ 54 ]        |
|                     | Libertad Popular                                                                                                 |                                                          | Rafael Belaúnde Empresario Consultor (50 años) | - Ministro de Energía y Minas (2020) | [ 55 ]        |
|                     | Partido Aprista Peruano                                                                                          |                                                          | Jorge del Castillo Abogado (75 años) | - Regidor de Barranco (1981-1983) - Alcalde de Barranco (1984-1986) - Prefecto de Lima (1985-1986) - Alcalde de Lima (1987-1989) - Diputado de la República (1990-1992) - Congresista de la República (1995-2011; 2016-2019) - Presidente del Consejo de Ministros (2006-2008) | [ 56 ]        |
|                     | Partido Aprista Peruano                                                                                          | Hernán Garrido Lecca Economista (65 años)                | - Ministro de Vivienda, Construcción y Saneamiento (2006-2007) - Ministro de Salud (2007-2008)                                                               | [ 57 ] |               |
|                     | Partido Aprista Peruano                                                                                          | Enrique Valderrama Periodista (37 años)                  | - Ninguno | [ 56 ] |               |
|                     | Partido Aprista Peruano                                                                                          | Javier Velásquez Quesquén Abogado (65 años)              | - Congresista de la República (1995-2000; 2001-2019) - Presidente del Congreso de la República (2008-2009) - Presidente del Consejo de Ministros (2009-2010) | [ 58 ] |               |
|                     | Partido Aprista Peruano                                                                                          | Mónica Yaya Abogada (56 años)                            | - Ninguno | [ 59 ] |               |
|                     | Partido Aprista Peruano                                                                                          | Juan Carlos Sánchez Economista Profesor (61 años)        | - Ninguno | [ 59 ] |               |
|                     | Partido Cívico OBRAS                                                                                             |                                                          | Ricardo Belmont Empresario Locutor de radio (79 años) | - Alcalde de Lima (1990-1995) - Congresista de la República (2009-2011) | [ 60 ]        |
|                     | Partido del Buen Gobierno                                                                                        |                                                          | Jorge Nieto Sociólogo (73 años) | - Ministro de Cultura (2016) - Ministro de Defensa (2016-2018) | [ 61 ]        |
|                     | Partido Demócrata Unido Perú                                                                                     |                                                          | Charlie Carrasco Abogado Catedrático (45 años) | - Ninguno | [ 62 ]        |
|                     | Partido Demócrata Verde                                                                                          |                                                          | Álex Gonzáles Administrador de empresas (63 años) | - Regidor de San Luis (1987-1989) - Alcalde de San Juan de Lurigancho (2019-2022) | [ 47 ]        |
|                     | Partido Democrático Federal                                                                                      |                                                          | Virgilio Acuña Ingeniero civil (74 años) | - Regidor de Lima (2003-2006) - Congresista de la República (2011-2016) - Viceministro de Transportes (2022-2023) | [ 63 ]        |
|                     | Partido Democrático Federal                                                                                      | Luis Bazalar Sacerdote (66 años)                         | - Ninguno | [ 64 ] |               |
|                     | Partido Democrático Federal                                                                                      | Armando Massé Médico cirujano Cantautor (66 años)        | - Ninguno | [ 63 ] |               |
|                     | Somos Perú |                                                          | George Forsyth Exfutbolista Empresario (43 años) | - Regidor de La Victoria (2011-2014) - Alcalde de La Victoria (2014; 2019-2020) | [ 65 ]        |
|                     | Somos Perú | Jorge Pérez Médico cirujano (45 años)                    | - Congresista de la República (2020-2021) - Gobernador Regional de Lambayeque (2023-)                                                                        | [ 66 ] |               |
|                     | Somos Perú | Werner Salcedo Ingeniero agrónomo (48 años)              | - Gobernador Regional del Cusco (2023-) | [ 66 ] |               |
|                     | Frente de la Esperanza                                                                                           |                                                          | Fernando Olivera Administrador de empresas (67 años) | - Diputado de la República (1985-1992) - Congresista Constituyente de la República (1992-1995) - Congresista de la República (1995-2000) - Ministro de Justicia (2001-2002) - Embajador del Perú en España (2002-2005) - Ministro de Relaciones Exteriores (2005)              | [ 67 ]        |
|                     | Partido Morado                                                                                                   | Presidente del Partido Morado                            | Luis Durán Rojo Abogado (51 años) | - Ninguno | [ 68 ]        |
|                     | Partido Morado                                                                                                   | Mesías Guevara Ingeniero electrónico (62 años)           | - Congresista de la República (2011-2016) - Gobernador Regional de Cajamarca (2019-2022)                                                                     | [ 68 ] |               |
|                     | Partido Morado                                                                                                   | Richard Arce Ingeniero industrial (50 años)              | - Congresista de la República (2016-2019) | [ 68 ] |               |
|                     | Partido Morado                                                                                                   | Daniel Mora Exmilitar (80 años)                          | - Ministro de Defensa (2011) - Congresista de la República (2011-2016)                                                                                       | [ 68 ] |               |
|                     | País para Todos                                                                                                  |                                                          | Carlos Álvarez Comediante Guionista (61 años) | - Ninguno | [ 69 ]        |
|                     | Partido Patriótico del Perú                                                                                      |                                                          | Herbert Caller Abogado Exmarino (49 años) | - Ninguno | [ 70 ]        |
|                     | Integridad Democrática                                                                                           |                                                          | Wolfgang Grozo Exmilitar Profesor (Siglo XX) | - Ninguno | [ 71 ]        |
|                     | Perú Libre |                                                          | Vladimir Cerrón Médico neurocirujano (54 años) | - Gobernador regional de Junín (2011-2014; 2019) | [ 72 ]        |
|                     | Perú Libre | Waldemar Cerrón Abogado Profesor (53 años)               | - Congresista de la República (2021-) | [ 73 ] |               |
|                     | Perú Acción |                                                          | Francisco Diez Canseco Abogado Periodista (79 años) | - Diputado de la República (1985-1990) | [ 74 ]        |
|                     | Perú Primero |                                                          | Mario Vizcarra Empresario (Siglo XX) | - Ninguno | [ 75 ]        |
|                     | Partido SiCreo                                                                                                   |                                                          | Carlos Espá Abogado Periodista (65 años) | - Ninguno | [ 76 ]        |
|                     | Perú Moderno |                                                          | Carlos Anderson Economista (65 años) | - Presidente del Centro Nacional de Planeamiento Estratégico (2013-2015) - Congresista de la República (2021-) | [ 77 ]        |
|                     | Perú Moderno | Pedro Guevara Arquitecto (54 años)                       | - Ninguno | [ 78 ] |               |
|                     | Podemos Perú |                                                          | José Luna Empresario Economista (70 años) | - Congresista de la República (2000-2016; 2021-) | [ 79 ]        |
|                     | Podemos Perú | Edgar Tello Profesor Abogado (55 años)                   | - Congresista de la República (2021-) | [ 80 ] [ 79 ] |               |
|                     | Progresemos |                                                          | Carlos Morales Empresario (70 años) | - Ninguno | [ 81 ]        |
|                     | Progresemos | Luis Miguel Llanos Empresario (52 años)                  | - Ninguno | [ 82 ] [ 83 ] |               |
|                     | Renovación Popular                                                                                               |                                                          | Rafael López Aliaga Ingeniero industrial Empresario (64 años)                                                                                                | - Regidor de Lima (2007-2010) - Alcalde de Lima (2023-) | [ 84 ]        |
|                     | Un Camino Diferente                                                                                              |                                                          | Arturo Fernández Obstetra Ginecólogo (49 años) | - Alcalde distrital de Moche (2019-2022) - Alcalde de Trujillo (2023-2024) | [ 85 ]        |
|                     | Unidad Nacional Lista– Partido Popular Cristiano – Peruanos Unidos ¡Somos Libres! – Unidad y Paz                 |                                                          | Roberto Chiabra Exmilitar (76 años) | - Comandante General del Ejército (2002-2003) - Ministro de Defensa (2003-2005) - Congresista de la República (2021-) | [ 86 ]        |
|                     | Venceremos Lista– Nuevo Perú – Voces del Pueblo                                                                  |                                                          | Guillermo Bermejo Sin profesión (49 años) | - Congresista de la República (2021-) | [ 87 ]        |
|                     | Venceremos Lista– Nuevo Perú – Voces del Pueblo                                                                  | Vicente Alanoca Lingüista Profesor (57 años)             | - Ninguno | [ 88 ] [ 89 ] |               |

| Organización/Alianza política | Organización/Alianza política | Candidato                          | Nombre                                                                              | Trayectoria | Fecha                    | Situación | Motivo | Ref.                            |
| ----------------------------- | ----------------------------- | ---------------------------------- | ----------------------------------------------------------------------------------- | --- | ------------------------ | --- | --- | ------------------------------- |
|                               | Perú Primero                  |                                    | Martín Vizcarra (62 años)                                                           | Ingeniero civil, exgobernador de Moquegua, exministro de Transportes y Comunicaciones, exvicepresidente y expresidente de la república. | 17 de abril de 2021      | Improcedente | Ver notaEl Congreso de la República inhabilitó por 10 años a Vizcarra para ejercer un cargo público. Desde el 2021, hasta el 2031. | [ 90 ] [ 91 ] [ 92 ] [ 93 ]     |
|                               | Alianza para el Progreso      |                                    | Richard Acuña (40 años)                                                             | Empresario y excongresista. | 2 de julio de 2024       | Retirado | Ver notaDescartó su precandidatura y afirmó que su padre, César Acuña, es el principal representante del partido para los siguientes comicios.                                                                                                  | [ 45 ]                          |
|                               | Fuerza Popular                |                                    | Alberto Fujimori (86 años)                                                          | Ingeniero agrónomo y expresidente de la república                                                                                       | 11 de septiembre de 2024 | Fallecimiento | Ver notaEl exmandatario había anunciado su precandidatura en julio de 2024, sin embargo, falleció el 11 de septiembre de 2024 a causa de un cáncer de lengua.                                                                                   | [ 94 ] [ 95 ] [ 96 ]            |
|                               | Perú Moderno                  |                                    | Carlos Añaños (59 años)                                                             | Empresario, fundador de Ajegroup. | 22 de septiembre de 2024 | Retirado | Ver notaDiscrepacias con el líder del partido Wilson Aragón por la selección de candidaturas al senado. | [ 97 ]                          |
|                               | A.N.T.A.U.R.O.                |                                    | Antauro Humala (62 años)                                                            | Mayor EP (r) y escritor. Autor del Locumbazo y el Andahuaylazo.                                                                         | 31 de octubre de 2024    | Improcedente | Ver notaEl Poder Judicial (PJ) declaró ilegal el partido político A.N.T.A.U.R.O. en primera, segunda y tercera instancia, cancelando su registro como partido político ante el Jurado Nacional de Elecciones (JNE), llevándolo a su disolución. | [ 98 ] [ 99 ] [ 100 ] [ 101 ]   |
|                               | Primero La Gente              |                                    | Susel Paredes (62 años)                                                             | Abogada y congresista de la república.                                                                                                  | 14 de enero de 2025      | Retirada | Ver notaRenunció al partido luego de que el militante del partido Stephen Haas, fuera designado por el Ministerio de Relaciones Exteriores como agregado de la Embajada del Perú en el Reino de España.                                         | [ 102 ] [ 103 ]                 |
|                               | Primero La Gente              | Marisol Pérez Tello (56 años)      | Abogada, exministra de Justicia y Derechos Humanos y excongresista de la república. | 25 de julio de 2025 | Retirada                 | Ver notaRenunció a su precandidatura y anunció su apoyo a López Chau.                                                                                         | [ 104 ] [ 105 ] [ 106 ] [ 107 ] |                                 |
|                               | Partido Morado                |                                    | Francisco Sagasti (80 años)                                                         | Ingeniero industrial, investigador, escritor, excongresista y expresidente de la república.                                             | 19 de febrero de 2025    | Retirado | Ver notaLa Comisión Permanente aprueba informe final que recomienda inhabilitar por 10 años, Sagasti afirmó que no iba a presentar su candidatura presidencial.                                                                                 | [ 108 ] [ 109 ] [ 110 ] [ 111 ] |
|                               | Partido Popular Cristiano     |                                    | Fernando Cillóniz (74 años)                                                         | Ingeniero economista y exgobernador de Ica.                                                                                             | 27 de febrero de 2025    | Retirado | Ver notaEl Partido retiró su precandidatura tras enterarse de que Cillóniz tiene vínculos con la empresa brasileña Odebrecht. | [ 112 ] [ 113 ] [ 114 ]         |
|                               | Partido Popular Cristiano     | Javier González-Olaechea (66 años) | Internacionalista, politólogo y excanciller.                                        | 13 de marzo de 2025 | Retirado                 | Ver notaRenunció al partido por temas personales, asegurando que el PPC buscaría formar una Alianza Electoral con otros partidos.                             | [ 115 ] [ 116 ] [ 117 ] [ 118 ] |                                 |
|                               | Partido Popular Cristiano     | Óscar Valdés (76 años)             | Empresario, exmilitar y expresidente del Consejo de Ministros.                      | 21 de mayo de 2025 | Retirado                 | Ver notaNo elegible para postularse en las elecciones presidenciales debido a su renuncia a la afiliación del partido después de la fecha límite de registro. | [ 119 ] |                                 |
|                               | Partido Popular Cristiano     | Carlos Neuhaus (74 años)           | Administrador y empresario.                                                         | 12 de julio de 2025 | Retirado                 | Ver notaEl partido eligió a Roberto Chiabra como candidato presidencial en coalición con el Partido Unidad y Paz.                                             | [ 120 ] |                                 |
|                               | Pueblo Consciente             |                                    | Guido Bellido (46 años)                                                             | Congresista de la República y expresidente del Consejo de Ministros.                                                                    | 12 de abril de 2025      | Improcedente | Ver notaEl partido no cumplió con los requisitos de registro para poder participar en las elecciones generales. | [ 121 ] [ 122 ]                 |
|                               | Adelante Pueblo Unido         |                                    | Aníbal Torres (82 años)                                                             | Abogado, exministro de Justicia y expresidente del Consejo de Ministros.                                                                | 12 de abril de 2025      | Improcedente | Ver notaEl partido no cumplió con los requisitos de registro para poder participar en las elecciones generales. | [ 123 ] [ 124 ]                 |
|                               | Resurgimiento Unido Nacional  |                                    | Ciro Gálvez (76 años)                                                               | Abogado, notario, escritor y exministro de Cultura.                                                                                     | 12 de abril de 2025      | Improcedente | Ver notaEl partido no cumplió con los requisitos de registro para poder participar en las elecciones generales. | [ 125 ] [ 124 ]                 |
|                               | Unidad Popular                |                                    | Duberlí Rodríguez (75 años)                                                         | Abogado, exdiputado y expresidente del Poder Judicial.                                                                                  | 12 de abril de 2025      | Improcedente | Ver notaEl partido no cumplió con los requisitos de registro para poder participar en las elecciones generales. | [ 126 ] [ 124 ]                 |
|                               | Nuevo Perú por el Buen Vivir  |                                    | Verónika Mendoza (44 años)                                                          | Psicóloga, antropóloga, y excongresista.                                                                                                | 26 de mayo de 2025       | Retirada | Ver notaDecidió no participar en las elecciones, afirmó que ser candidata no es la única forma de hacer política. | [ 127 ] [ 128 ]                 |
|                               | Progresemos                   |                                    | Hernando de Soto (84 años)                                                          | Economista y exdirector del Banco Central de Reserva del Perú.                                                                          | 28 de mayo de 2025       | Retirado | Ver notaRenunció al partido con discrepancias con el líder Paul Jaimes, señalando que no cumplió con los acuerdos previstos entre ambas partes.                                                                                                 | [ 129 ]                         |
|                               | Batalla Perú                  |                                    | Zósimo Cárdenas (50 años)                                                           | Economista, exalcalde distrital de Pichanaqui y gobernador Regional de Junín                                                            | 2 de agosto de 2025      | Retirado | Ver notaRenunció para que el partido Fuerza Moderna ponga el candidato a la presidencia en la alianza Fuerza y Libertad. | [ 53 ]                          |
|                               | Cooperación Popular           |                                    | Yonhy Lescano (66 años)                                                             | Abogado y excongresista. | 9 de agosto de 2025      | Retirado | Ver notaAnuncio que no sera candidato presidencial tras discrepancias internas en el partido, confirmo que registrara su propio partido para las elecciones regionales y municipales del mismo año.                                             | [ 130 ] [ 131 ]                 |

## Encuestas preelectorales

### 2025
| Encuesta | Fecha      |          |            |             |         |       |         |         |             |           |         | Otros | NS/NR |     |     |      |   |
| Encuesta | Fecha      | Fujimori | L. Aliaga  | Álvarez PPT | De Soto | Acuña | Mendoza | L. Chau | Belaúnde LP | Barnechea | Butters | Otros | NS/NR |     |     |      |   |
| -------- | ---------- | -------- | ---------- | ----------- | ------- | ----- | ------- | ------- | ----------- | --------- | ------- | ----- | ----- | --- | --- | ---- | - |
| Encuesta | Fecha      | CPI      | 20 de may. | 9 .3        | 14.8    | 8.0   | 5.2     | 4.0     | 2.0         | 9.3       | 0.2     | Otros | NS/NR | 0.4 | 9.6 | 35.0 | 9 |
| Ipsos    | 20 de abr. | 6.0      | 10.0       | 6.0         | 3.0     | 9.0   | 3.0     | 2.0     | 9.0         | 9.0       | 9.0     | 24    | 42    |     |     |      |   |
| Ipsos    | 9 de ene.  | 5 .0     | 7.0        | 4.0         | 3.0     | 9.0   | 9.0     | 3 3.0   | 2.0         | 9.0       | 9.0     | 27    | 44    |     |     |      |   |

### 2024
| Encuesta | Fecha     |          |          |          |         |        |         |           |           |         |         | Otros | NS/NR |   |   |   |    |
| Encuesta | Fecha     | Fujimori | Vizcarra | Castillo | De Soto | Humala | L. Chau | L. Aliaga | Del Solar | Lescano | Mendoza | Otros | NS/NR |   |   |   |    |
| -------- | --------- | -------- | -------- | -------- | ------- | ------ | ------- | --------- | --------- | ------- | ------- | ----- | ----- | - | - | - | -- |
| Encuesta | Fecha     | Ipsos    | 27 oct.  | 9.0      | 1       | -      | 3.0     | 8.0       | 2.0       | 3.0     | -       | Otros | NS/NR | 1 | 1 | 6 | 30 |
| IEP      | 16–21 Mar | 4.4      | 3.3      | 3.3      | 2.3     | 2.1    | 1.7     | 1.0       | 0.7       | 0.6     | -       | 5.3   | 73.3  |   |   |   |    |
| Sensor   | 19–23 feb | 6.3      | -        | -        | 1.3     | 3.7    | -       | 2.9       | -         | 2.3     | 2.5     | 18.6  | 61.5  |   |   |   |    |

### 2023
| Encuesta | Fecha     |           |           |          |         |          |         |         | Otros | NS/NR |     |     |     |      |
| Encuesta | Fecha     | L. Aliaga | Humala    | Fujimori | De Soto | Castillo | Mendoza | Sagasti | Otros | NS/NR |     |     |     |      |
| -------- | --------- | --------- | --------- | -------- | ------- | -------- | ------- | ------- | ----- | ----- | --- | --- | --- | ---- |
| Encuesta | Fecha     | CPI       | 11–15 jul | 9.8      | 5.6     | 4.8      | 4.6     | 3.2     | Otros | NS/NR | 2.4 | 2.7 | 5.3 | 41.0 |
| CIT      | 29–31 may | 12.8      | 7.2       | 9.6      | 8.2     | -        | 3.2     | -       | 7.6   | 19.2  |     |     |     |      |
| CPI      | 23–28 abr | 9.1       | 5.8       | 6.3      | 5.6     | 4.1      | 2.6     | 2.2     | 5.6   | 35.7  |     |     |     |      |
| CIT      | 20–22 abr | 13.5      | 7.5       | 9.6      | 8.6     | -        | 1.4     | -       | 11.5  | 18.0  |     |     |     |      |
| CPI      | 7–10 mar  | 8.2       | 3.7       | 3.1      | 5.1     | 2.2      | 2.0     | 2.1     | 6.9   | 46.5  |     |     |     |      |